# Jimena Quirós
Jimena Quirós Fernández y Tello, née à Almería le 5 décembre 1899 et morte à Madrid en 1982, est une scientifique espagnole, considérée comme étant la première océanographe d'Espagne.

## Biographie
Née à Almería en 1899, elle est issue d'une famille monoparentale. Enfant la plus jeune d'une grande fratrie, éduquée par sa mère, Carmen Fernández-Tello, enseignante et entrepreneuse qui fonde un collège privé dans la ville et se charge de maintenir et d'assurer le futur de la famille.
Effectivement, son père, José María Quirós Martín, ingénieur, voyage en permanence pour installer le gaz en Espagne. Peu après la naissance de Jimena, le père se sépare de la famille.
Jimena Quirós arrive à Madrid en 1917, avant ses 18 ans, pour étudier les sciences à l'université centrale de Madrid. Elle réside dans la Résidence de Señoritas, et rencontre la future élite espagnole féminine de l'époque : Maruja Mallo, María Zambrano, Matilde Huici, Clara Campoamor ou encore Victoria Kent.
Elle se spécialise en physique et sort diplômée en Science de la nature.
Elle applique ses connaissances à l'étude de l'océan (étude des masses d'eau, température, salinité, courantes, etc.). En 1920, elle travaille à l'Instituto Español de Oceanografía (es) (IEO), devenant la première femme en Espagne à embarquer dans une campagne océanographique.
Jimena Quirós poursuit sa formation à l'université de Paris. En 1926,, elle obtient une bourse pour étudier à l'université Columbia, à New York. Elle étudie la géographie physique de l'Atmosphère et des Océans avec les meilleurs scientifiques de l'époque dans la matière. Bien qu'elle excelle dans le champ des sciences marines, sa spécialité est la physique appliquée aux océans.
En 1929, elle est admise à la Real Sociedad Géographique en réalisant l’Étude de la Géographie physique de l'Université de Columbia dans laquelle elle relate les méthodes d'étude et travail de la recherche en sciences physiques de cette université.

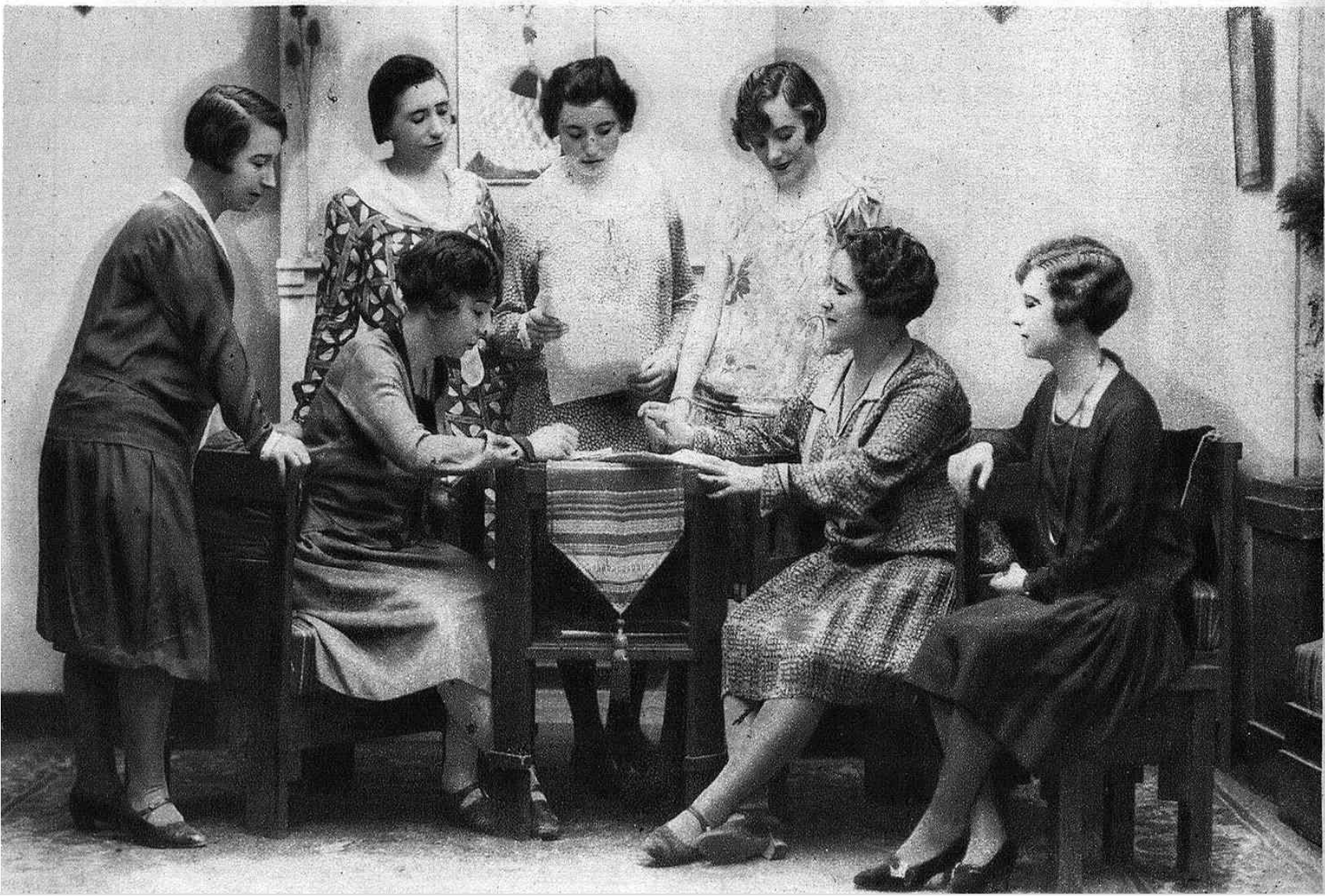
Jimena Quirós avec notamment Matilde Huici, María Arapalis, Clara Campoamor et Josefina Soriano.

## Postérité
En 2022, la mairie de Madrid donne le nom de Jardin de Jimena Quirós dans une zone du parc du Retiro.